# Układ współrzędnych biegunowych
Układ współrzędnych biegunowych (układ współrzędnych polarnych) – układ współrzędnych na płaszczyźnie wyznaczony przez pewien punkt {\displaystyle O} zwany biegunem oraz półprostą {\displaystyle OS} o początku w punkcie {\displaystyle O} zwaną osią biegunową.

## Definicja
Każdemu punktowi {\displaystyle P} płaszczyzny przypisujemy jego współrzędne biegunowe, jak następuje:
- promień wodzący punktu {\displaystyle P} to jego odległość {\displaystyle |OP|} od bieguna,
- amplituda punktu {\displaystyle P} to wartość kąta skierowanego pomiędzy półprostą {\displaystyle OS} a wektorem {\displaystyle {\overrightarrow {OP}}.}

Dla jednoznaczności przyjmuje się, że współrzędne bieguna {\displaystyle O} są równe {\displaystyle (0,0).} O amplitudzie możemy zakładać, że {\displaystyle 0\leqslant \varphi <2\pi } (niektórzy autorzy przyjmują {\displaystyle -\pi <\varphi \leqslant \pi }).

## Rys historyczny
Układ współrzędnych biegunowych został wprowadzony i rozwinięty w Europie w XVII wieku.
- W XVII w. Bonaventura Cavalieri[2] użył współrzędnych biegunowych, aby wyznaczyć pole obszaru ograniczonego pierwszym „obrotem” spirali Archimedesa.
- W 1647 Grégoire de Saint-Vincent opublikował pracę, w której używał współrzędnych biegunowych i twierdził, że znał tę metodę już w 1625.
- W 1658 Blaise Pascal używał układu biegunowego do wyznaczenia długości łuków krzywych.
- W 1661 James Gregory, szkocki matematyk, użył podobnej metody.
- Isaac Newton[3] dyskutował różne układy współrzędnych, m.in. używał układu biegunowego.
- Jakob Bernoulli używał tego układu w badaniach krzywizny pewnych krzywych. Uważa się go za twórcę biegunowego układu współrzędnych we współczesnej formie.

Według Juliana Coolidge’a (amerykański matematyk i historyk Uniwersytetu Harvarda) pierwszeństwo w stosowaniu układu biegunowego należy przyznać Cavalierierimu albo Saint-Vincentemu.

## Związek z układem kartezjańskim

Rysunek pokazujący związek układów biegunowego i kartezjańskiego

Rozważmy dwa układy współrzędnych na płaszczyźnie: układ kartezjański {\displaystyle OXY} oraz układ biegunowy z biegunem {\displaystyle O} i osią biegunową {\displaystyle OX.}

### Przejście od układu biegunowego do kartezjańskiego
Dla danego wektora wodzącego {\displaystyle r\geqslant 0} i amplitudy {\displaystyle \varphi \in [0,2\pi )} punktu {\displaystyle P,} jego współrzędne kartezjańskie są określone wzorami:
{\displaystyle {\begin{cases}x(r,\varphi )=r\cdot \cos \varphi ,\\y(r,\varphi )=r\cdot \sin \varphi .\end{cases}}}
Jakobian przejścia wynosi
{\displaystyle {\frac {D(x,y)}{D(r,\varphi )}}=\left|{\begin{matrix}{\frac {\partial x}{\partial r}}&{\frac {\partial x}{\partial \varphi }}\\{\frac {\partial y}{\partial r}}&{\frac {\partial y}{\partial \varphi }}\end{matrix}}\right|=\left|{\begin{matrix}\cos \varphi &-r\sin \varphi \\\sin \varphi &r\cos \varphi \end{matrix}}\right|} {\displaystyle =r(\cos ^{2}\varphi +\sin ^{2}\varphi )=r.}

### Przejście od układu kartezjańskiego do biegunowego
Dla punktu {\displaystyle P} o współrzędnych kartezjańskich {\displaystyle (x,y)} promień wodzący tego punktu może być wyznaczony na podstawie twierdzenia Pitagorasa:
{\displaystyle r={\sqrt {x^{2}+y^{2}}}.}
Jeśli {\displaystyle r\neq 0} i {\displaystyle x\neq 0,} to z definicji funkcji tangens:
{\displaystyle \operatorname {tg} \,\varphi ={\tfrac {y}{x}}},
zatem amplituda {\displaystyle \varphi } tego punktu jest dana wzorem:
{\displaystyle \varphi =\operatorname {arctg} \;\left({\tfrac {y}{x}}\right)}
(o ile dopuszczamy ujemne wartości {\displaystyle \varphi }).
Natomiast aby otrzymać {\displaystyle 0\leqslant \varphi <2\pi ,} należy rozważyć następujące przypadki:
{\displaystyle \varphi ={\begin{cases}\operatorname {arctg} \;({\tfrac {y}{x}}),&{\mbox{gdy }}x>0{\mbox{ oraz }}y\geqslant 0\\\operatorname {arctg} \;({\tfrac {y}{x}})+2\pi ,&{\mbox{gdy }}x>0{\mbox{ oraz }}y<0\\\operatorname {arctg} \;({\tfrac {y}{x}})+\pi ,&{\mbox{gdy }}x<0\\{\tfrac {\pi }{2}},&{\mbox{gdy }}x=0{\mbox{ oraz }}y>0\\{\tfrac {3\pi }{2}},&{\mbox{gdy }}x=0{\mbox{ oraz }}y<0\end{cases}},}
gdzie {\displaystyle \operatorname {arctg} } oznacza funkcję arcus tangens. W zakresie kątów {\displaystyle (-\pi ,\pi )} można ten zapis uprościć do
{\displaystyle \varphi =\arccos \left({\tfrac {x}{r}}\right)\;\operatorname {sgn}(y),}
gdzie {\displaystyle \operatorname {sgn} } oznacza funkcję signum.

## Równania biegunowe krzywych algebraicznych
Krzywą algebraiczną nazywa się krzywą płaską, której równanie w układzie współrzędnych kartezjańskich jest wielomianem {\displaystyle W(x,y)}
zmiennych {\displaystyle x,y.} Stopniem krzywej algebraicznej – to maksymalny stopień wszystkich składników wielomianu postaci {\displaystyle x^{i}y^{j}.}
Równaniami biegunowymi krzywych nazywa się równania krzywych algebraicznych zapisane w układzie biegunowym. Dla wielu krzywych równania te cechuje szczególna symetria lub prostota. 

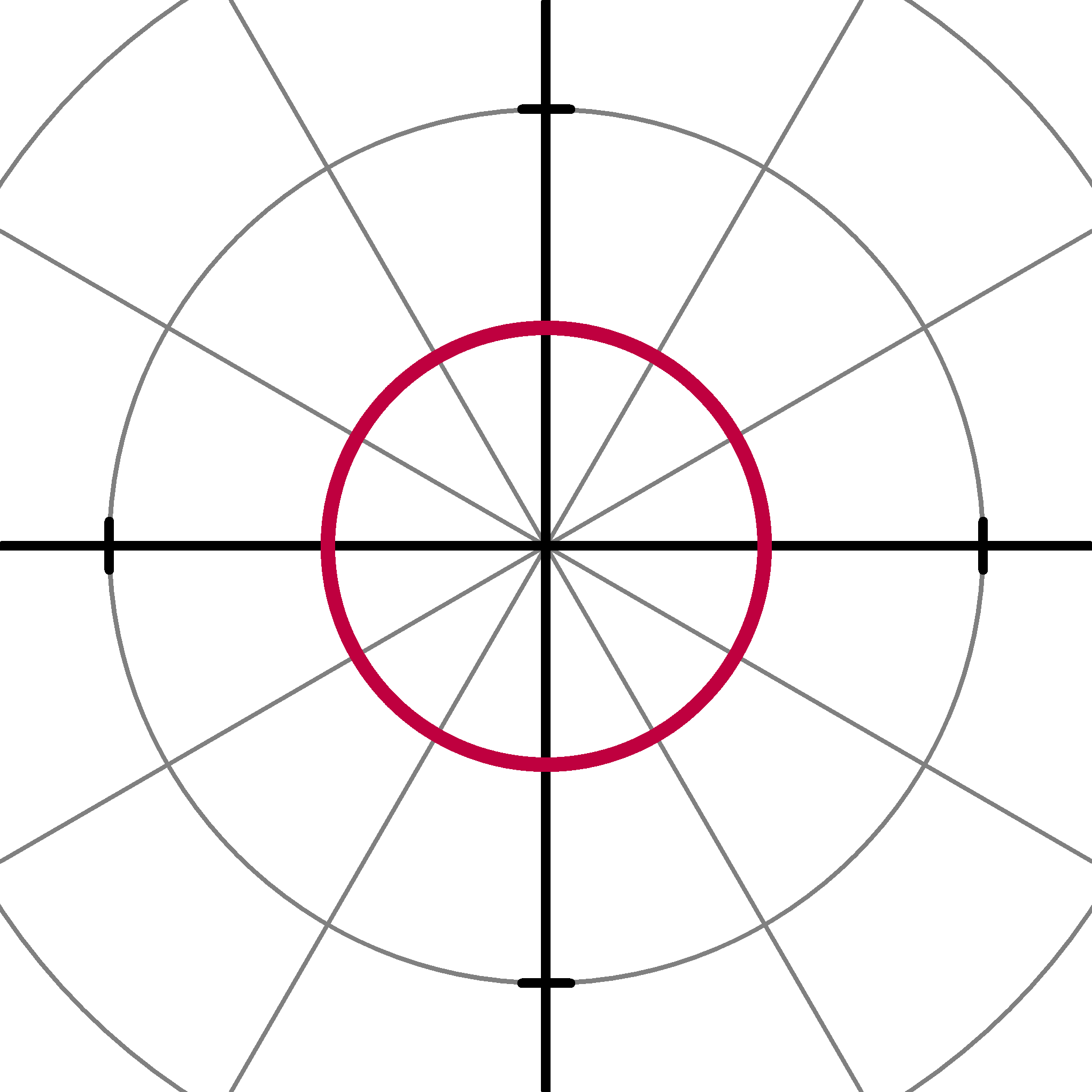
Okrąg o równaniu

### Okrąg
Okrąg o środku w punkcie {\displaystyle (r_{0},\varphi _{0})} i promieniu {\displaystyle a>0} jest opisany przez równanie
{\displaystyle r^{2}-2rr_{0}\cos(\varphi -\varphi _{0})+r_{0}^{2}=a^{2}.}
Okrąg jest krzywą algebraiczną 2-go stopnia. Gdy środek znajduje się w biegunie układu współrzędnych, to równanie okręgu przybiera szczególnie prostą postać
{\displaystyle r=a.}

### Róża

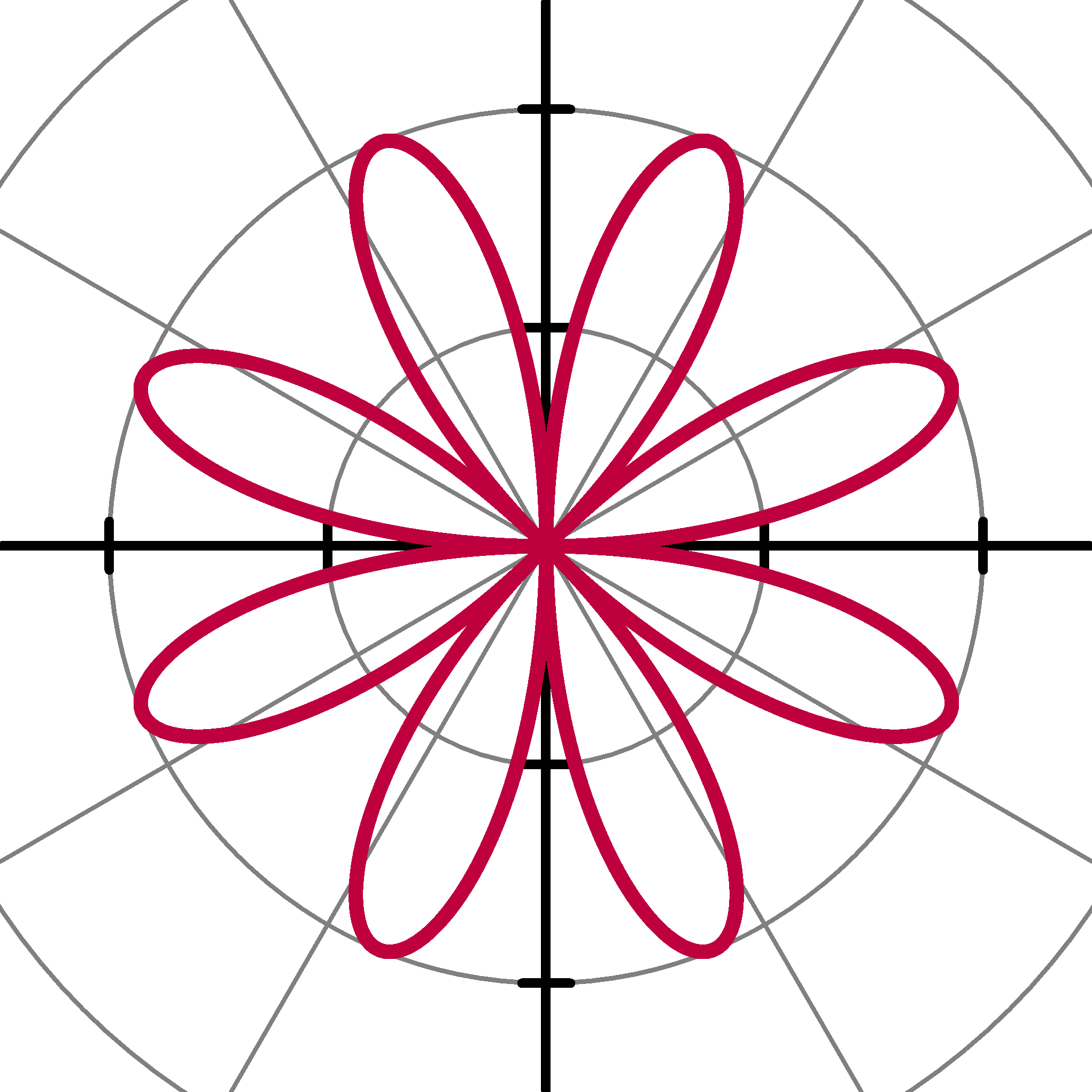
Róża o równaniu

Krzywa znana pod nazwą róży lub róży polarnej opisana jest przez równanie
{\displaystyle r=a\cos(k\varphi +\varphi _{0}),}
gdzie {\displaystyle \varphi _{0}} jest dowolną stałą, {\displaystyle a} jest parametrem wyznaczającym długość „płatków” róży, a {\displaystyle k} jest parametrem wyznaczającym liczbę i formę „płatków” róży.
Jeśli {\displaystyle k} jest nieparzystą liczbą całkowitą, to róża będzie miała {\displaystyle k} płatków, a jeśli {\displaystyle k} jest parzystą liczbą całkowitą, to róża będzie miała {\displaystyle 2k} płatków. Dla innych wartości {\displaystyle k} kształt krzywej może być bardziej skomplikowany.

### Spirala Archimedesa

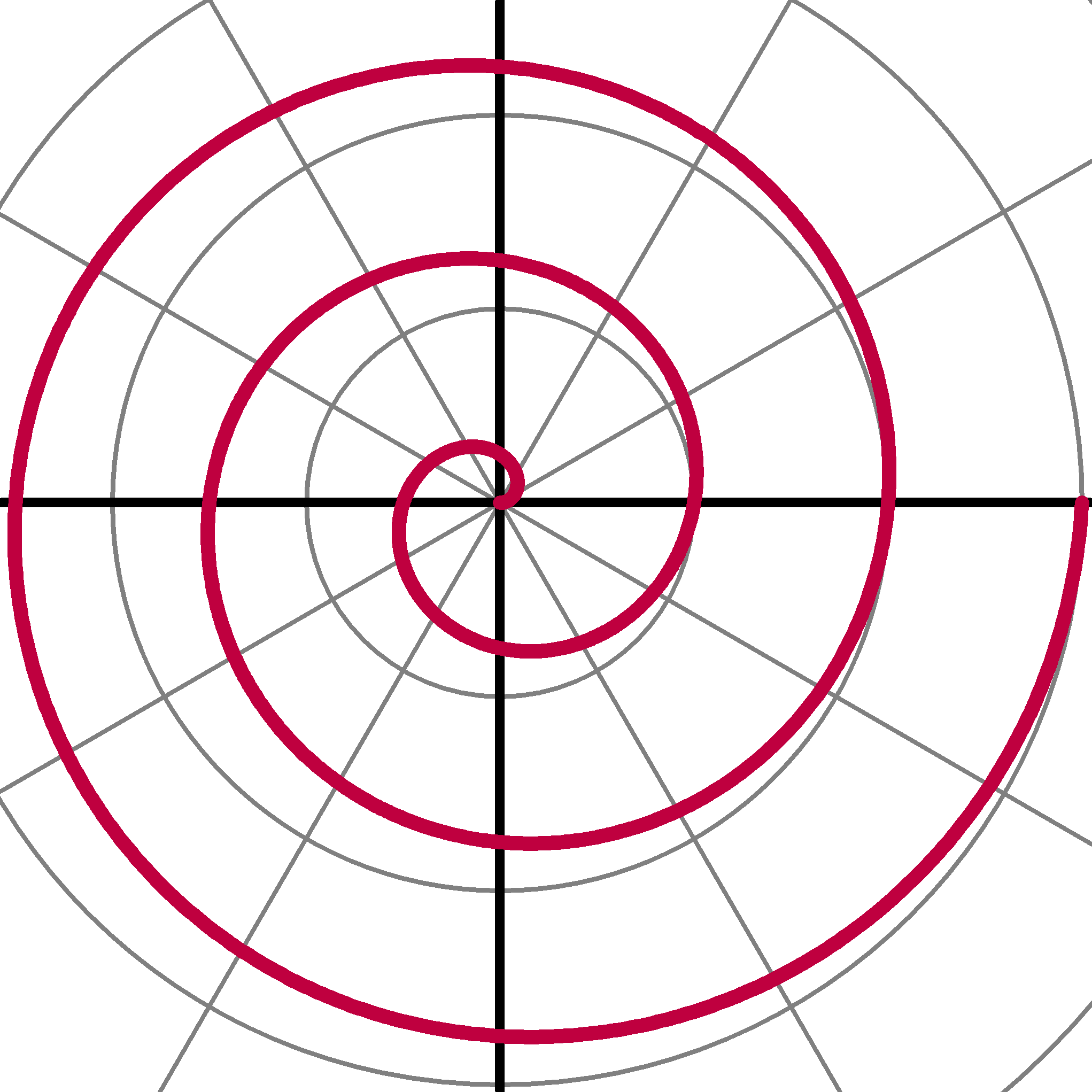
Jedno ramię spirali Archimedesa o równaniu dla

Spirala Archimedesa jest przedstawiona przez równanie
{\displaystyle r=a+b\varphi .}
Parametry {\displaystyle a,b} w powyższym równaniu odpowiedzialne są za kształt spirali: zmiana {\displaystyle a} spowoduje obrócenie krzywej, a wartość {\displaystyle b} wyznacza odległość pomiędzy ramionami.

### Prosta
Prosta radialna, tzn. prosta przechodząca przez biegun, jest zadana przez równanie
{\displaystyle \varphi =\varphi _{0},}
gdzie {\displaystyle \varphi _{0}} to nachylenie prostej.
Prosta nieradialna, która jest prostopadła do prostej radialnej i przecina ją w punkcie {\displaystyle (r_{0},\varphi _{0}),} zadana jest przez równanie
{\displaystyle r=r_{0}\sec(\varphi -\varphi _{0}).}

### Krzywe stożkowe

Elipsa z zaznaczonym parametrem („semilatus rectum” – zielony kolor)

Wszystkie krzywe stożkowe można opisać w układzie współrzędnych biegunowych prostym równaniem (gdy jedno z ognisk pokrywa się z biegunem {\displaystyle O} układu, a drugie ognisko leży na osi biegunowej {\displaystyle OS}):
{\displaystyle r={\frac {p}{1-e\cos \varphi }},}
gdzie:
- {\displaystyle r,\varphi } – współrzędne biegunowe punktu krzywej,
- {\displaystyle e} – mimośród, decydujący o typie krzywej ({\displaystyle e=0} – okrąg, {\displaystyle 0<e<1} – elipsa, {\displaystyle e=1} – parabola, {\displaystyle e>1} – hiperbola),
- {\displaystyle p} – parametr krzywej równy połowie długości cięciwy, która przechodzi przez jej ognisko i jest równoległa do jej kierownicy (por. rysunek – nosi on łacińską nazwę semilatus rectum oznaczającego połowę odcinka).

## Pole powierzchni ograniczonej wykresem funkcji

Powierzchnia ograniczona krzywą r=r(φ) i promieniami φ = a oraz φ = b.

Pole powierzchni {\displaystyle S} ograniczonej wykresem funkcji {\displaystyle r=r(\varphi )} i promieniami {\displaystyle \varphi =a} oraz {\displaystyle \varphi =b} (por. rysunek) oblicza się sumując jej infinitezymalne wycinki kołowe {\displaystyle dS{:}}
{\displaystyle S=\int _{a}^{b}dS(\varphi )={\frac {1}{2}}\int _{a}^{b}r^{2}(\varphi )d\varphi }
tj. pole powierzchni jest połową całki z kwadratu funkcji {\displaystyle r=r(\varphi ),} ograniczonej kątami {\displaystyle \varphi =a} oraz {\displaystyle \varphi =b.}
Dowód:

Powierzchnia ograniczona krzywą r=r(φ) jest przybliżana za pomocą n trójkątów równoramiennych (tu n = 5).

Pole pod krzywą można przybliżyć za pomocą wycinków kołowych o środku w biegunie {\displaystyle O} (por. rysunek). Niech {\displaystyle d\varphi =(b-a)/n} oznacza miarę kąta każdego wycinka wyrażoną w radianach, gdzie {\displaystyle n} – liczba podziału przedziału kątowego {\displaystyle [a,b]} na równe części; niech {\displaystyle \varphi _{i}} będzie kątem środkowym {\displaystyle i} -tego wycinka, {\displaystyle i=1,2,...,n;} każdy z wycinków ma odpowiednio promień {\displaystyle r(\varphi _{i}),} kąt środkowy {\displaystyle d\varphi } i długość łuku {\displaystyle r(\varphi _{i})d\varphi .} Powierzchnia każdego wycinka jest zatem równa:
{\displaystyle dS=\left[r(\varphi _{i})\right]^{2}\pi \cdot {\frac {d\varphi }{2\pi }}={\frac {1}{2}}\left[r(\varphi _{i})\right]^{2}d\varphi }
Sumaryczne pole wszystkich wycinków dane jest wzorem:
{\displaystyle S_{n}=\sum _{i=1}^{n}{\tfrac {1}{2}}r(\varphi _{i})^{2}\,\Delta \varphi }
Zwiększając liczbę podziałów {\displaystyle n} pola pod krzywą otrzymujemy coraz mniejsze katy {\displaystyle d\varphi } i polepsza się przybliżenie. Dla {\displaystyle n\to \infty } mamy {\displaystyle d\varphi \to 0} – powyższa suma przechodzi w całkę Riemanna:
{\displaystyle S=\int _{a}^{b}dS(\varphi )=\int _{a}^{b}{\frac {1}{2}}r^{2}(\varphi )d\varphi ={\frac {1}{2}}\int _{a}^{b}r^{2}(\varphi )d\varphi ,} cnd.

## Długość łuku krzywej we współrzędnych biegunowych
Długość łuku {\displaystyle L} (tj. długość wycinka) krzywej zdefiniowanej za pomocą funkcji biegunowej {\displaystyle r=r(\varphi )} oblicza się sumując wzdłuż krzywej infinitezymalne jej fragmenty {\displaystyle dl{:}}
{\displaystyle L=\int _{a}^{b}dl(\varphi )=\int _{a}^{b}{\sqrt {\left[r(\varphi )\right]^{2}+\left[{\tfrac {dr(\varphi )}{d\varphi }}\right]^{2}}}d\varphi }
gdzie {\displaystyle \varphi =a} oraz {\displaystyle \varphi =b} oznaczają współrzędne kątowe odpowiednio punktu początkowego i końcowego łuku krzywej; {\displaystyle {\tfrac {dr(\varphi )}{d\varphi }}\equiv r'(\varphi )} – pochodna zmiennej {\displaystyle r(\varphi )} po {\displaystyle \varphi .}
Dowód:
(1) Wyprowadzenie wzoru na długość łuku różniczkowego krzywej
W układzie współrzędnych biegunowych, powierzchnię wykresu funkcji {\displaystyle r} można podzielić na trójkąty, których wierzchołki zawarte pomiędzy ich ramionami {\displaystyle O} znajdują się w biegunie, zaś 2 pozostałe: {\displaystyle P} i {\displaystyle Q,} są częścią wykresu i znajdują się obok siebie, przy czym długość pierwszego ramienia {\displaystyle |OP|} wynosi {\displaystyle r(\varphi ),} drugiego {\displaystyle |OQ|{:}} {\displaystyle r(\varphi +d\varphi )=r(\varphi )+dr(\varphi )} dla argumentu {\displaystyle \varphi ,} długość podstawy {\displaystyle |PQ|} jest różniczką naszego łuku, a więc oznaczona jako {\displaystyle dL,} zaś kąt zawarty pomiędzy ramionami {\displaystyle (POQ)} wynosi {\displaystyle d\varphi ,} gdzie {\displaystyle d\varphi \to 0} jest różniczką tegoż argumentu. Na ramieniu {\displaystyle OQ} umieszczamy punkt {\displaystyle R,} który dzieli to ramię w ten sposób, że {\displaystyle |OR|=|OP|=r(\varphi ),} zaś {\displaystyle |RQ|=dr(\varphi ).} W ten sposób podzieliliśmy trójkąt {\displaystyle OPQ} na 2 mniejsze: równoramienny {\displaystyle OPR} (o podstawie {\displaystyle PR}) i {\displaystyle PQR.} Kąt {\displaystyle ORP} oznaczmy jako {\displaystyle \gamma ,} zaś kąt {\displaystyle PRQ} – jako {\displaystyle \delta .} Kąty {\displaystyle d\varphi } i {\displaystyle \gamma } znajdują się w trójkącie równoramiennym, tak więc suma ich wszystkich jest równa {\displaystyle \pi {:}}
{\displaystyle 2\gamma +d\varphi =\pi ,}
{\displaystyle 2\gamma =\pi -d\varphi ,}
{\displaystyle \gamma ={\frac {\pi -d\varphi }{2}}.}
Ponieważ {\displaystyle d\varphi \to 0,} więc:
{\displaystyle \gamma \to {\frac {\pi }{2}}.}
Kąty {\displaystyle \gamma } i {\displaystyle \delta } są względem siebie przyległe, tak więc ich suma jest równa {\displaystyle \pi {:}}
{\displaystyle \gamma +\delta =\pi ,}
{\displaystyle \delta =\pi -\gamma =\pi -{\frac {\pi -d\varphi }{2}}={\frac {\pi +d\varphi }{2}}.}
Ponieważ {\displaystyle d\varphi \to 0,} więc:
{\displaystyle \delta \to {\frac {\pi }{2}}.}
Skoro kąt {\displaystyle \delta } znajduje się w trójkącie {\displaystyle PQR,} to trójkąt ten staje się prostokątny, a skoro tworzą go boki {\displaystyle PQ,} {\displaystyle PR} i {\displaystyle QR,} to muszą one spełniać twierdzenie Pitagorasa:
{\displaystyle |PQ|^{2}=|PR|^{2}+|QR|^{2},}
{\displaystyle dL^{2}=|PR|^{2}+dr^{2}(\varphi ).}
Długość podstawy {\displaystyle |PR|} można policzyć w oparciu o twierdzenie cosinusów:
{\displaystyle |PR|^{2}=r^{2}(\varphi )+r^{2}(\varphi )-2r(\varphi )r(\varphi )\cos(d\varphi )=2r^{2}(\varphi )-2r^{2}(\varphi )\cos(d\varphi )=2r^{2}(\varphi )(1-\cos(d\varphi )).}
Stąd:
{\displaystyle dL^{2}=2r^{2}(\varphi )(1-\cos(d\varphi ))+dr^{2}(\varphi )=\left(2r^{2}(\varphi )\cdot {\frac {1-\cos(d\varphi )}{d\varphi ^{2}}}+\left({\frac {dr(\varphi )}{d\varphi }}\right)^{2}\right)d\varphi ^{2}}
Ponieważ {\displaystyle \lim _{d\varphi \to 0}{\frac {1-\cos(d\varphi )}{d\varphi ^{2}}}={\frac {1}{2}},} to:
{\displaystyle dL^{2}=\left(({\cancel {2}}r(\varphi )^{2}\cdot {\frac {1}{\cancel {2}}}+\left({\tfrac {dr(\varphi )}{d\varphi }}\right)^{2}\right)d\varphi ^{2},}
gdzie {\displaystyle {\tfrac {dr(\varphi )}{d\varphi }}\equiv r'(\varphi )} staje się pochodną {\displaystyle r=r(\varphi )} po {\displaystyle \varphi } dla {\displaystyle d\varphi \to 0.} Różniczka łuku {\displaystyle dL} wykresu funkcji {\displaystyle r} w układzie współrzędnych biegunowych wyraża się więc wzorem:
{\displaystyle dL(\varphi )={\sqrt {r(\varphi )^{2}+r'(\varphi )^{2}}}d\varphi }
(2) Długość łuku {\displaystyle L} wykresu funkcji {\displaystyle r=r(\varphi )} wyraża się zatem wzorem:
{\displaystyle L=\int _{a}^{b}dL(\varphi )=\int _{a}^{b}{\sqrt {r(\varphi )^{2}+r'(\varphi )^{2}}}d\varphi ,} cnd.

## Liczby zespolone – użyteczność postaci biegunowej

Przedstawienie liczby zespolonej na płaszczyźnie zespolonej

Postaci trygonometryczna i wykładnicza liczby zespolonej

Każda liczba zespolona {\displaystyle z} może być przedstawiana jako punkt na płaszczyźnie zespolonej, z zastosowaniem różnych układów współrzędnych:
(1) w układzie współrzędnych kartezjańskich
{\displaystyle z=x+iy,}
gdzie: {\displaystyle i} – jednostka urojona, {\displaystyle x,y} – współrzędne kartezjańskie punktu
(2) w układzie współrzędnych biegunowych (tzw. postać trygonometryczna liczby zespolonej)
{\displaystyle z=r\cdot (\cos \varphi +i\sin \varphi ),}
gdzie: {\displaystyle r} – współrzędna radialna nazywana tu modułem liczby {\displaystyle z,} {\displaystyle \varphi } – współrzędna kątowa nazywana jej argumentem. Postać trygonometryczną liczby zespolonej można przekształcić do postaci wykładniczej
{\displaystyle z=re^{i\varphi },}
gdzie {\displaystyle e} to liczba Eulera.
Użyteczność postaci trygonometrycznej i wykładniczej liczb zespolonych wynika m.in. z faktu, że mnożenie, dzielenie i potęgowanie liczb w tych postaciach jest znacznie proste, niż w postaci kartezjańskiej (por. działania na liczbach zespolonych), tj.
a) mnożenie
{\displaystyle r_{0}e^{i\theta _{0}}\cdot r_{1}e^{i\theta _{1}}=r_{0}r_{1}e^{i(\theta _{0}+\theta _{1})},}
b) dzielenie
{\displaystyle {\frac {r_{0}e^{i\theta _{0}}}{r_{1}e^{i\theta _{1}}}}={\frac {r_{0}}{r_{1}}}e^{i(\theta _{0}-\theta _{1})},}
c) potęgowanie
{\displaystyle (re^{i\theta })^{n}=r^{n}e^{in\theta },}
d) pierwiastkowanie (pierwiastek główny)
{\displaystyle {\sqrt[{n}]{re^{i\varphi }}}={\sqrt[{n}]{r}}e^{\frac {i\varphi }{n}}}